# Relações pessoais de Michael Jackson

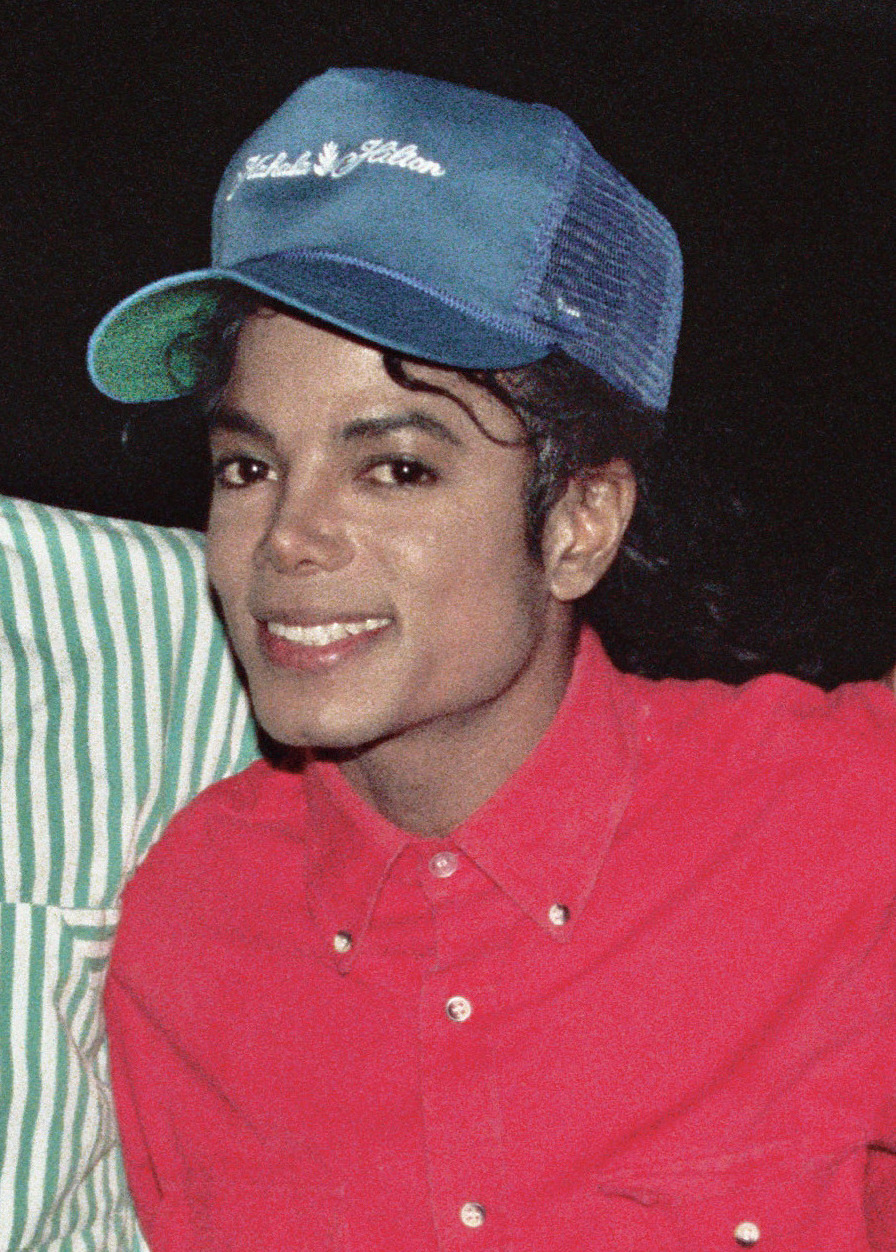
Michael Jackson em 1988.

As relações pessoais de Michael Jackson têm sido objeto de público e atenção da mídia por várias décadas, o cantor costumava dizer que mulheres eram como diamantes, que deveriam ser tratadas com muito respeito, além de descrever-se como um completo cavalheiro. A introdução do Rei foi feita quando ele tinha nove anos no The Jackson 5. Ele e seus irmãos frequentavam a pedido do pai, o empresário Joe Jackson contra vontade própria, clubes de strip, partilhando o palco com strippers femininas. As aventuras sexuais que os seus irmãos o influenciavam a fazer, afetaram o início da vida de Jackson, assim como suas próprias experiências com fãs. Já adulto, Michael revelou que fingia gostar daquilo, mas que na verdade se sentia aterrorizado com aquelas situações em que esteve presente junto do seu pai e irmãos. A vida amorosa de Michael era praticamente nula até começar o seu primeiro relacionamento com a jovem e atriz Tatum O'Neal, com quem se envolveu na adolescência na década de 1970. O casal, eventualmente "esfriou", e Jackson entrou em um romance com a modelo Brooke Shields. A relação não era sexual de acordo com a modelo, mas tiveram uma forte amizade. Como Jackson e Shields cresceram, os dois se viam menos e, posteriormente, perderam o contato em 1994.
Michael conheceu Lisa Marie Presley (filha de Elvis Presley) quando ainda era adolescente, mas, posteriormente em 1993, os dois começaram a se encontrar, mesmo sabendo que ela havia dois filhos, Danielle Riley Keough (nascida em 1989) e Benjamin Storm Keough (nascido em 1992). Pouco depois de envolver-se com Lisa, Jackson se tornou o assunto do que viria a ser seu primeiro conjunto de acusações de abuso sexual infantil, com alegações semelhantes mais tarde a serem feitas em 2003, ambas sendo provadas como sendo falsas, tanto pela justiça quanto pelas crianças que depois de crescidas, revelaram a má intenção de seus pais que tinham intenção de conseguir lucro próprio. Porém, Lisa apoiou Jackson no caso, nesta mesma época Jackson começa a se tornar dependente de medicações para dor psicológica. Logo, Jackson propôs casamento. Após a finalização do divórcio de Lisa Marie, os dois foram para a República Dominicana e se casaram em 26 de maio de 1994, em uma cerimônia privada. A vida de casados foi turbulenta, pois tiveram desentendimentos freqüentes. A união acabou com um divórcio em agosto de 1996, eles permanecerem amigos. No ano seguinte Lisa encontrou Michael em Londres e na África do Sul para a realização de alguns de seus shows do HIStory World Tour, em ambas ocasiões eles foram fotografados andando de mãos dadas. No dia 7 de fevereiro de 1998, Lisa e Michael foram ao restaurante Ivy em Beverly Hills, ao sairem do local, o casal, que parecia um pouco afetado pelo vinho do jantar, foi fotografado se beijando através da máscara de seda de Jackson. Em 2010, Lisa disse à Oprah que o casal voltou a se relacionar depois do divórcio e que por mais quatro anos eles "ficaram juntos e terminaram, e ficaram juntos novamente e por fim terminaram."
Ao longo de sua união com Lisa, Jackson tinha uma amizade com Debbie Rowe, que era enfermeira no consultório de seu dermatologista, e tratava a pele vítima de vitiligo do astro desde meados da década de 1980. Embora Michael estivesse já separado de Lisa, Jackson teve um  filho com Rowe, mas ela sofreu um aborto espontâneo e perdeu o seu bebê em março de 1996. Após a provação e seu primeiro divórcio ser finalizado, o rei do pop se casou com Rowe em 13 de novembro de 1996, em Sydney, Austrália. Rowe é mãe de dois dos três filhos de Jackson:  Prince Michael Jackson (nascido em 13 de fevereiro de 1997) e Paris Michael Katherine Jackson (nascida em 3 de abril de 1998). O casal se divorciou em 8 de outubro de 1999, com Rowe dando direito a custódia total das crianças a Jackson. Em 2004, Rowe foi ao tribunal para tentar reverter a situação alegando que parentes de Jackson poderiam influenciar seus filhos a seguirem o Islamismo, ela é judia. Dois anos depois, ela processou Jackson exigindo pagamento imediato de  $ 195,000 e um pagamento de US $ 50.000 para perseguir um caso de custódia da criança. O terceiro e último filho do cantor, Prince Michael Jackson II, nasceu de uma mãe anônima em 21 de fevereiro de 2002.

## Experiências Sexuais e Emocionais
Abuso psicológico sexual
Desde cedo Jackson era orientado por sua mãe Katherine, testemunha e devota de Jeová, que o orientava a ter qualquer tipo de relação sexual somente depois do casamento. Em contradição com a esposa, o pai de Jackson: Joseph teria levado os filhos (membros do Jackson 5) em bares e clubes de striptease. Joseph permitia que Michael aos nove anos de idade frequentasse com sua companhia, e assistisse shows de mulheres se despindo até ficarem completamente nuas. Em um incidente Michael assiste fascinado a um striptease de uma stripper aparentemente feminina, a stripper remove suas próprias roupas, ficando apenas de roupas íntimas, em seguida a stripper remove seu sutiã e uma peruca, revelando então que era um homem travestido de mulher.
Em outro incidente numa discoteca da cidade de Chicago, os irmãos numa sala de curativo, faziam uso de um olho mágico, do qual eles tinham uma visa clara do banheiro feminino, eles se revezavam para olhar as mulheres, e como Marlon recordou "aprendi tudo o que havia para saber sobre as senhoras".  Num outro local, durante uma apresentação quando Michael ainda era jovem, Joseph teria incumbido o filho, ainda na apresentação a caminhar em direção a plateia, rastejar por de baixo das mesas, e olhar por de baixo das saias, as calcinhas das mulheres presentes. Embora envergonhado pela tarefa, Michael fingiu prazer.
Por durante muitos anos, Katherine, teria desconhecido a ativade dos filhos em clubes de stripteases por muitos anos. O jornalista J. Randy Taraborelli refletiu sobre o início da vida de Jackson e observou que em uma idade tão jovem, o cantor não pode ter sido psicologicamente preparado para ter compreendido plenamente a qualquer estímulo sexual.

## Bilbiografia
- Taraborrelli, J. Randy (2004). Michael Jackson: The Magic and the Madness. Pan Books. ISBN 0330420054.